# 15522 Трублуд
15522 Трублуд (15522 Trueblood) — астероїд головного поясу, відкритий 14 грудня 1999 року.
Тіссеранів параметр щодо Юпітера — 3,548.